# 조제프이냐스 기요탱

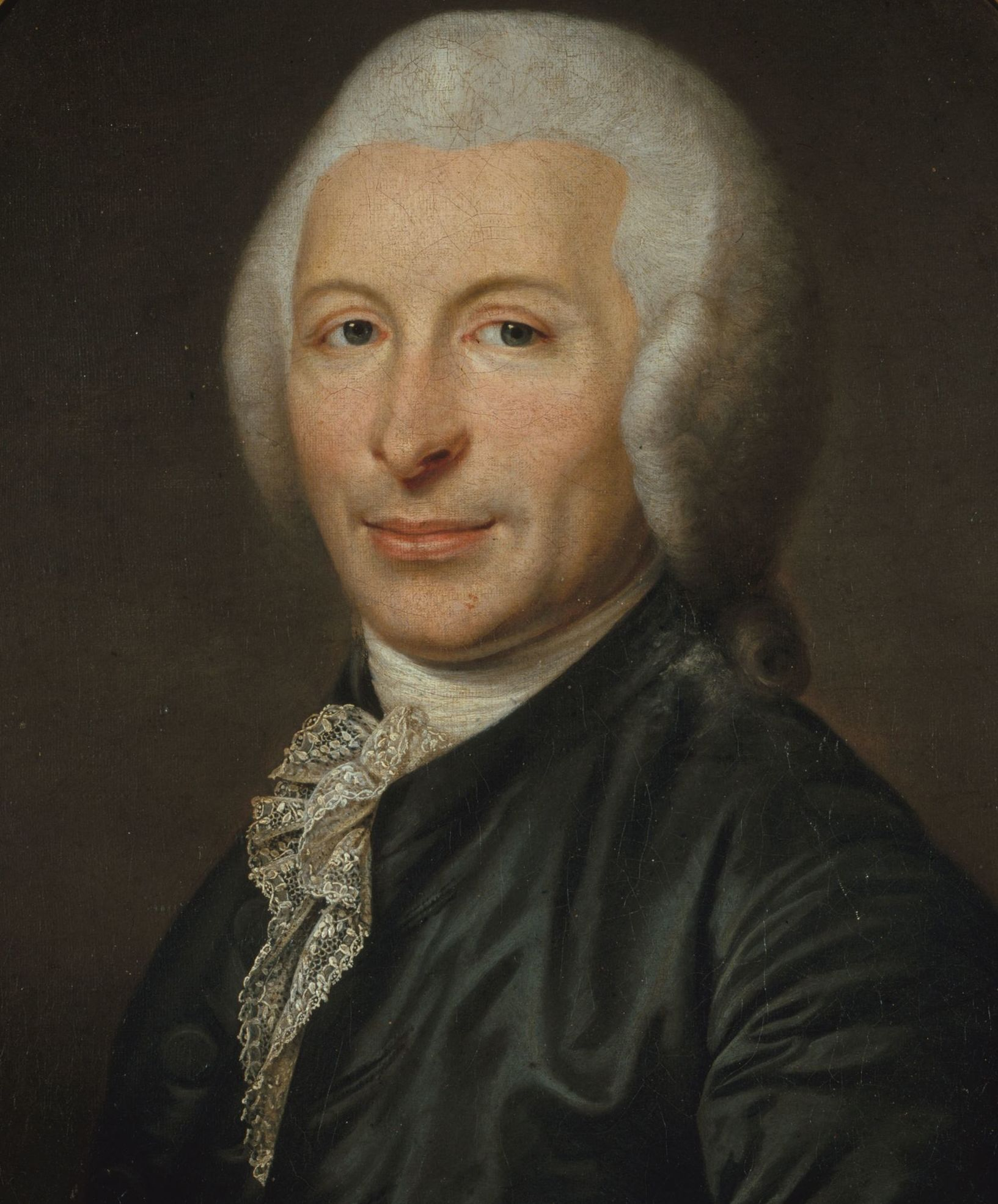
조제프이냐스 기요탱

조제프이냐스 기요탱(프랑스어: Joseph-Ignace Guillotin, 1738년 5월 28일 ~ 1814년 5월 26일)은 프랑스 혁명 당시 단두대의 사용을 주창한 프랑스의 의사이다.

## 개요
그는 한때 예수회 회원이었고 사형제 폐지론자였다. 1789년 프랑스 혁명 직후에 국민의회 의원으로 활동하며, 사형집행인과 사형수 모두 고통이 덜하도록 모든 사형수를 기계로 처형하는 인도주의 법률을 통과시키는 데 앞장섰다. 그 뒤 그 기계는 단두대(斷頭臺, Guillotine)로 불리게 되었다.
그는 사형 폐지가 안 될 것을 전제로 “모두에게 공평하고 고통이 덜한 처형 방법이 필요하다”며 이 기계의 사용을 제안했다. 기요탱은 자신도 기요틴에 목이 잘려 죽었다는 낭설이 있지만 기요탱은 실제로는 76세의 나이로 프랑스 파리의 자택에서 자연사했다.